# Damien Abad
Damien Abad (sinh ngày 5 tháng 4 năm 1980 tại Nîmes, Gard) là một thành viên của Nghị viện châu Âu. Damien Abad là người đại diện cho Đông Nam nước Pháp và là thành viên trẻ nhất đến từ nước Pháp.
Năm 2007, Ông là ứng cử viên của Yvelines' 5th constituency và đã đạt được 3,17% số phiếu bầu. Đến năm 2008, Ông được bầu vào hội đồng thành phố Vauvert.

## Tội hiếp dâm
Theo một cuộc điều tra được Mediapart công bố vào ngày 21 tháng 5 năm 2022, Bộ trưởng bị liên đới bởi hai phụ nữ, không liên quan đến nhau, vì hành vi cưỡng hiếp mà họ cho rằng xảy ra vào năm 2010 và 2011. Một báo cáo đã được gửi vào ngày 16 tháng 5 cho những người đứng đầu hai đảng Les Républicains và Renaissance do Đài quan sát phân biệt giới tính và bạo lực tình dục trong chính trị. Thủ tướng Élisabeth Borne đảm bảo rằng bà đã phát hiện ra sự tồn tại của báo cáo trong bài báo của Mediapart. Vào ngày 20 tháng 5, Christophe Castaner phủ nhận đã nhận được báo cáo [42]. Văn phòng công tố Paris xác nhận sự tồn tại của hai đơn khiếu nại do cùng một người khiếu nại và bị bác bỏ vào năm 2012 và 2017 [43].
Trong một bức thư cũng được Mediapart công bố, bộ trưởng bác bỏ những cáo buộc này và “khẳng định mạnh mẽ rằng các mối quan hệ tình dục mà [ông ấy] có thể có được luôn dựa trên nguyên tắc đồng ý của cả hai” [44], [45], [ 46]. Anh ta khẳng định rằng tình trạng khuyết tật của anh ta khiến một số hành vi mà anh ta bị buộc tội là không thể xảy ra [46], [43], các nạn nhân bị cáo buộc khẳng định về phần họ rằng anh ta sử dụng khuyết tật của mình để khiến họ cảm thấy tội lỗi.